# Stafford
Stafford è una cittadina di 63.681 (oltre 120.000 abitanti del distretto omonimo), situata nella regione dello Staffordshire in Inghilterra.
Il nome Stafford in italiano significa "pianeggiante", data la sua collocazione su una pianura; la città sorge su un fiume, il Trent, strategicamente importante per la regione.
Nel 913 la cittadina fu fortificata e diventò capitale della regione Mercia; nel medioevo vi fu edificato un castello.